# Koń kalabryjski
Koń kalabryjski – rasa koni gorącokrwistych, pochodzenia włoskiego. Zazwyczaj używane są wszechstronnie. Bardzo odporne i wytrzymałe, można wykrzesać z nich całkiem sporo energii. Nie są specjalnie znane na świecie, za to cieszą się popularnością we własnym kraju. Są dobrymi skoczkami.

## Pochodzenie i historia
Konie tej rasy zostały wyhodowane we Włoszech w Kalabrii, skąd wzięła się ich nazwa. Rasa powstała w wyniku krzyżówki konia czystej krwi arabskiej i konia andaluzyjskiego. Wyhodowano ją przed założeniem Rzymu, na początku XVIII wieku. Konie tej rasy bardzo cieszyły się popularnością w tamtych czasach, ceniono je wśród rycerstwa między innymi za siłę i wytrzymałość, a także za hartu ducha. Niestety, okoliczni rolnicy preferowali muły, ponieważ uważano, że lepiej radziły sobie w terenie, były znacznie silniejsze od koni i mogły ciężko pracować. Wtedy liczba koni znacznie spadła i omal nie wyginęła całkowicie, lecz w wieku XIX nastąpiła rewitalizacja, która uratowała istnienie rasy. W tym wieku, dla udoskonalenia jakości, dodano domieszkę krwi folblutów, inaczej koni pełnej krwi angielskiej.

## Wygląd
Koń tej rasy ma uszlachetnioną głowę, z lekko garbonosym profilem, na długiej, mocnej oraz kształtem przypominającej łabędziej szyi. Posiada szeroką oraz głęboką klatkę piersiową, a także skośne łopatki. Ma zwartą kłodę, z muskularnym zadem i silnym grzbietem. Występuje we wszystkich odmianach maści podstawowych, zawsze jednolitych. Najczęściej jest to maść gniada lub kasztanowata. Wysokość w kłębie dochodzi do 160 cm, co znaczy, że koń jest średniej wielkości. Kłąb jest długi, zaś grzbiet krótki. Ogon jest dość nisko osadzony. Kończyny suche, ze stabilnymi i wytrzymałymi kopytami, nie występują szczotki pęcinowe. 

## Charakter rasy
Charakter tej rasy jest bardzo spokojny, lecz są też dosyć aktywne. Lubią ruch, są szybkie i odporne. Mają świetny talent do skoków, za co jest ceniony do dziś. Bardzo rzadko bywają agresywne, niemal wcale.